# James K. Galbraith
James Kenneth Galbraith, född 29 januari 1952 i Gary, Indiana, är en amerikansk nationalekonom och professor i offentlig förvaltning (engelska: Professor of Government). James Galbraith är son till nationalekonomen John Kenneth Galbraith och är själv känd som ekonomisk skribent.

## Biografi
James K. Galbraith avlade en Bachelor of Arts (svenska: filosofie kandidat) i nationalekonomi vid Harvard 1974. Han studerade därefter ett år som Marshallstipendiat vid King's College i Cambridge i England. Han avlade en Master of Arts (svenska: masterexamen) i nationalekonomi vid Yale 1978 och doktorerade 1981 med en avhandling i nationalekonomi vid samma utbildningsinstitution.
Han är för närvarande (2015) professor vid Lyndon B. Johnson School of Public Affairs och institutionen för offentlig förvaltning (engelska: Department of Government) vid University of Texas, där han bland annat leder "University of Texas Inequality Project" (UTIP), ett projekt för studier av ojämlikhet. Projektet har uppmärksammats för att ersätta den etablerade Ginikoefficienten med Theil index som en måttstock för att jämföra ojämlikhet mellan grupper, regioner och länder. Den brittiska nationalekonomen Robert Skidelsky betecknade projektet som en pionjärinsats i att mäta ojämlikhet.
I mars 2008 använde Galbraith den årliga Milton Friedman-föreläsningen (engelska: Annual Milton Friedman Distinguished Lecture) till en svepande kritik mot den konsensus om fria marknader som Washington Consensus står för, och särskilt mot de monetaristiska ståndpunkterna. Han argumenterade för att keynesiansk ekonomisk politik skulle vara lösningen på den finanskris som inleddes 2007 och menade samtidigt att en monetaristisk politik endast skulle fördjupa recessionen. Mot slutet av 2008 började ansvariga för den ekonomiska politiken att agera i linje med vad Galbraith rekommenderat, vilket fick det hela att framstå som ett keynesianskt återtåg när Financial Times beskrev det som en förbluffande återgång rakt efter årtionden av ortodoxt tänkande.
Galbraiths böcker innefattar Balancing Acts: Technology, Finance and the American Future (1989); Created Unequal: The Crisis in American Pay (1998); Inequality and Industrial Change: A Global View (2001) med Maureen Berner som medredaktör; och The Predator State (2008). Han har också skrivit två läroböcker – The Economic Problem (med Robert L. Heilbroner) och Macroeconomics (med William Darity, Jr.). Galbraith har en kolumn i The Texas Observer och skriver regelbundet för The Nation, The American Prospect, Mother Jones och The Progressive. Han har även varit op-ed-skribent i The New York Times, The Washington Post, The Boston Globe, med flera dagstidningar.
James Galbraith är ordförande för Economists for Peace and Security, en internationell organisation för nationalekonomer som behandlar freds- och säkerhetsfrågor.

## Ståndpunkter
I en artikel från Mother Jones 2006 drog Galbraith upp linjerna för att USA fallit offer för en förmögen, regeringskontrollerande "plundrarklass":
| ” | Det utmärkande för det moderna amerikanska kapitalistiska systemet är idag varken någon godartad konkurrens, klasskamp eller inkluderande medelklassutopi. Istället har rovdrift blivit dess mest utmärkande drag—ett system där det är de rika som utnyttjar de system som en gång byggdes upp för medelklassen. Plundrarklassen omfattar inte alla som är förmögna; den kan komma att möta motstånd från andra med motsvarande förmögenhet, men den utgör det dominerande faktorn, den ledande kraften, och dess representanter har full kontroll över den regering vi lever under. | „ |

Galbraith var också starkt kritisk mot Bush-administrationens utrikespolitik inför den förestående invasionen av Irak 2002:
| ” | Det finns en orsak till imperiers sårbarhet. För att upprätthålla det gentemot omvärldens motstånd krävs krig—ständigt, oeftergivligt och utan slut. Krig är förödande ur legal, moralisk och ekonomisk ståndpunkt. Det kan ruinera förlorarna, så som Franska kejsardömet under Napoleon, eller Tyska kejsardömet 1918. Det kan ruinera segrarna, så som skedde med britterna och sovjetmedborgarna under 1900-talet. I motsats till detta återhämtade sig Tyskland och Japan väl efter andra världskriget, till del berodde detta på att man besparades (höga) krigsskadestånd samt att den nationella kassan inte behövde slösas på försvarsutgifter efter nederlaget. ... Den verkliga ekonomiska kostnaden för Bushs imperiebyggande är tvåfaldig: den flyttar uppmärksamheten från trängande ekonomiska problem hemma och styr in USA på ett långvarigt imperiespår som är ekonomiskt förödande. | „ |

Liksom sin far, som skrev A Tenured Professor (svenska: Professorns svindlande affärer), är även sonen Galbraith kritisk till sin egen profession:
| ” | Ledande aktiva medlemmar av dagens nationalekonomiska profession, den generation som nu är i 40- och 50-årsåldern, har sammangaddat sig till ett slags politbyrå för korrekt ekonomiskt tänkande. Som en tumregel—vilket man skulle kunna förvänta sig om en gentlemannaklubb—har detta placerat dem på fel sida i varje viktig fråga i den ekonomiska debatten, inte bara i nuläget utan sedan årtionden tillbaka. De förutsäger katastrofer som inte inträffar. De förnekar möjligheten av händelser som sedan inträffar. De erbjuder en "våldtäkt är som ett väderomslag"-fatalism när ett "oundvikligt" problem (ojämlika löneskillnader) plötsligt viker undan. De motsätter sig de mest grundläggande, anständiga och förnuftiga reformer, för att istället erbjuda placebo. De blir alltid förvånade när något ogynnsamt (som en recession) verkligen inträffar. Och när de till slut känner att deras position inte längre håller, skärskådar de inte sina ställningstaganden. Istället byter de bara till nästa ämne. | „ |